# Nicole Beumer
Nicole Beumer (* 20. März 1965 in Amsterdam) ist eine ehemalige niederländische Squashspielerin.

## Karriere
Nicole Beumer war Ende der 1980er- und in den 1990er-Jahren auf der WSA World Tour aktiv. Ihre beste Platzierung in der Weltrangliste erreichte sie mit Rang 18. Mit der niederländischen Nationalmannschaft nahm sie 1989, 1990, 1994, 1996 und 1998 an der Weltmeisterschaft teil, zudem stand sie mehrfach im Kader bei Europameisterschaften. 1990 und 1995 belegte sie mit der Mannschaft jeweils den zweiten Platz. Von 1989 bis 1999 war sie Nationalspielerin und kam auf über 100 Einsätze für die Mannschaft.
Bei Weltmeisterschaften im Einzel stand Beumer zwischen 1989 und 1994 fünfmal im Hauptfeld. Dabei erzielte sie 1990 ihr bestes Resultat mit dem Einzug in die dritte Runde, in der sie gegen Joanne Williams ausschied. 1992 wurde sie niederländische Landesmeisterin. 1998 und 1999 wurde sie jeweils Vizemeisterin hinter Vanessa Atkinson.
Von 2007 bis 2011 war Beumer Trainerin der niederländischen Nationalmannschaft. 2010 wurde das Team Europameister.

## Erfolge
- Vizeeuropameisterin mit der Mannschaft: 1990, 1995
- Niederländische Meisterin: 1992